# El Paraíso (El Paraíso)
El Paraíso – gmina (municipio) w południowym Hondurasie, w departamencie El Paraíso. W 2010 roku zamieszkana była przez ok. 45,2 tys. mieszkańców. Siedzibą administracyjną jest miasto El Paraíso.

## Położenie
Gmina położona jest w środkowej części departamentu. Graniczy z 3 gminami:
- Alauca od zachodu,
- San Matías od północy,
- Danlí od wschodu.

Od południa gmina sąsiaduje z Nikaraguą.

## Miejscowości
Według Narodowego Instytutu Statystycznego Hondurasu w 2001 roku na terenie gminy położone były miasteczka i wsie:

- El Paraíso
- Cuyalí
- Dificultades
- Granadillos
- La Unión
- Las Cañas
- Las Flores
- Las Manos
- Las Selvas
- Los Terrones
- Los Volcanes
- San Antonio de Conchagua
- Santa Cruz

Dodatkowo na jej obszarze znajdowało się 118 przysiółków.

## Demografia
Według danych honduraskiego Narodowego Instytutu Statystycznego na rok 2010 struktura wiekowa i płciowa ludności w gminie przedstawiała się następująco:
| Wiek       | 0–3   | 4–6   | 7–12  | 13–17 | 18–24 | 25–64  | 65+   | razem  |
| El Paraíso | 5 032 | 3 550 | 6 668 | 5 233 | 6 202 | 16 714 | 1 780 | 45 179 |
| Mężczyźni  | 2 512 | 1 784 | 3 350 | 2 672 | 2 958 | 8 023  | 817   | 22 116 |
| Kobiety    | 2 521 | 1 765 | 3 319 | 2 561 | 3 243 | 8 691  | 963   | 23 063 |